# Чемпионат Тайваня по волейболу среди мужчин
Чемпионат Тайваня (Китайской Республики) по волейболу среди мужчин — ежегодное соревнование мужских волейбольных команд Тайваня (Китайской Республики). Организаторами являются Волейбольная ассоциация Китайского Тайбэя (англ. Chinese Taipei Volleyball Association, кит. 中華民國排球協會) и (с сезона 2010/11) Волейбольная Топ Лига (англ. Top Volleyball League, кит. 企業排球聯賽). Проходит по системе «осень—весна».

## Формула соревнований
Чемпионат в Топ Лиге в сезоне 2024/25 включал два этапа — предварительный и плей-офф. На предварительной стадии 6 команд играли в 4 круга. 4 лучших вышли в плей-офф и по системе с выбыванием разыграли награды чемпионата. Полуфинальные пары провели по одному матчу, финальная серия проводилась до двух побед одного из соперников.
В чемпионате 2024/25 приняли участие 6 команд: «Уин Стрик» (Тайбэй), «Пиндун Тайпауэр» (Пиндун), «Юньлинь Мизуно» (Доулю), «Таоюань Фэлкон» (Таоюань), SDTV (Чжанхуа), «Тайбэй Конти» (Тайбэй). Чемпионский титул выиграл «Уин Стрик», победивший в финале «Юньлинь Мизуно» 2-1 (3:1, 2:3, 3:0). 3-е место занял «Пиндун Тайпауэр».

## Чемпионы (с 2006)
- 2006 «Тайпауэр» Пиндун
- 2007 «Тайпауэр» Пиндун
- 2008 «Тайчжун Бэнк» Тайчжун
- 2009 «Тайпауэр» Пиндун
- 2010 «Тайпауэр» Пиндун
- 2011 «Тайпауэр» Пиндун
- 2012 «Юньлинь Мизуно» Доулю
- 2013 «Юньлинь Мизуно» Доулю
- 2014 NSTC[3] Гаосюн
- 2015 «Тайпауэр» Пиндун
- 2016 «Тайпауэр» Пиндун
- 2017 «Тайпауэр» Пиндун
- 2018 «Тайпауэр» Пиндун
- 2019 «Тайпауэр» Пиндун
- 2020 чемпионат отменён
- 2021 «Тайпауэр» Пиндун
- 2022 «Пиндун Тайпауэр» Пиндун
- 2023 «Уин Стрик» Тайбэй
- 2024 «Уин Стрик» Тайбэй
- 2025 «Уин Стрик» Тайбэй